# Vaterpolo na Mediteranskim igrama 1991.
Vaterpolski turnir na MI 1991. održavao se u Ateni u Grčkoj. Naslov je obranila Italija.
Natjecali su se ovi sastavi: Grčka, Italija, Francuska, Turska, Španjolska, Jugoslavija i Egipat.

## Konačni poredak
| Mj. | Država      |
| --- | ----------- |
| 1.  | Italija     |
| 2.  | Jugoslavija |
| 3.  | Grčka       |
| 4.  | Francuska   |
| 5.  | Španjolska  |
| 6.  | Turska      |
| 7.  | Egipat      |

| Pobjednici          |
| ------------------- |
| Italija Peti naslov |